# Iser (Petarukan)
Iser is een plaats en bestuurslaag (kelurahan) in het onderdistrict (kecamatan) Petarukan in het regentschap Pemalang van de provincie Midden-Java, Indonesië. Iser telt 3.865 inwoners (volkstelling 2010).